# 北滩 (奥斯陆)
北灘（挪威語：Nordstrand，發音：[ˈnûːʂʈrɑn]），或纯音译作努什特兰，是挪威首都奧斯陸的一個區，位於奧斯陸市區的南部。2004年，北灘有人口超過4萬人，是奧斯陸人口第二多的區。北灘也是奧斯陸移民人口比例較低的區。